# Little Offley
Little Offley – osada w Anglii, w Hertfordshire. Little Offley jest wspomniana w Domesday Book (1086) jako Altera Offelei.